# Liste der Kulturdenkmäler in Prümzurlay
In der Liste der Kulturdenkmäler in Prümzurlay sind alle Kulturdenkmäler der rheinland-pfälzischen Ortsgemeinde Prümzurlay aufgeführt. Grundlage ist die Denkmalliste des Landes Rheinland-Pfalz (Stand: 27. Juni 2022).

## Denkmalzonen
| Bezeichnung                      | Lage                   | Baujahr  | Beschreibung | Bild                           |
| -------------------------------- | ---------------------- | -------- | --- | ------------------------------ |
| Denkmalzone Burgruine Prümerburg | östlich des Ortes Lage | vor 1337 | Reste der 1337 erwähnten, 1658 niedergebrannten Burg der Grafen und Herzöge von Luxemburg; zweigeschossiger Bergfried, 12. oder frühes 13. Jahrhundert, Giebelwand des Palas mit Öffnungen des 16. Jahrhunderts | weitere Bilder Fotos hochladen |

## Einzeldenkmäler
| Bezeichnung                           | Lage                        | Baujahr                  | Beschreibung | Bild                           |
| ------------------------------------- | --------------------------- | ------------------------ | --- | ------------------------------ |
| Wohnhaus                              | Kapellenstraße 6 Lage       | 1788                     | herrenhausartiges Wohnhaus mit Kniestock, 1788, Wirtschaftstrakt, Scheune bezeichnet 1898                        | Fotos hochladen                |
| Katholische Filialkirche St. Nikolaus | Kapellenstraße 8 Lage       | 15. oder 16. Jahrhundert | spätgotischer Saalbau, Erweiterung und Dachreiter 1956–60, Architekt Heinrich Otto Vogel, Trier; mit Ausstattung | weitere Bilder Fotos hochladen |
| Portal                                | Michelstraße, an Nr. 5 Lage | 1797                     | Portal, bezeichnet 1797                                                                                          | BW                             |
| Graulkreuz                            | östlich des Ortes Lage      | 1748                     | reliefiertes Schaftkreuz, bezeichnet 1748                                                                        | Fotos hochladen                |